# Saint-Désiré

Saint-Désiré este o comună în departamentul Allier din centrul Franței. În 1 ianuarie 2022 avea o populație de 429 de locuitori.